# Gál Ernő
Gál Ernő, Goldzieher (Nagyvárad, 1889. szeptember 11. – Budapest, 1952. október 27.) gyártásvezető, filmproducer, felvételvezető.

## Élete
Goldzieher Lipót (1840–1912) magánhivatalnok és Beck Laura gyermekeként született. Először tisztviselőként dolgozott, később a Corvin Filmgyár egyik igazgatója lett. 1932-ben kapcsolódott be a filmgyártásba. 1939-től külföldön dolgozott két éven át. 1941-ben visszatért Magyarországra, de egészen 1945-ig nem vett részt filmkészítésben, majd a háborút követően segített a filmipar újjáélesztésében. Halálát tüdőgyulladás és szívizom-elfajulás okozta.
Első házastársa Pollák Joakim és Laufel Malvin lánya, Pollák Erzsébet (Elza) divatárusnő volt, akit 1912. december 31-én Budapesten, a Ferencvárosban vett nőül. Második felesége Havas Klára volt. Fia Gál György volt, aki Hollywoodban a Metro Filmgyár vágója, később amerikai televíziós szakember volt.

## Filmjei

### Gyártásvezető
- Piri mindent tud (1932)
- Kísértetek vonata (1933)
- Iza néni (1933)
- Rákóczi induló (1933, magyar-német-osztrák)
- Mindent a nőért! (1933-34)
- Ida regénye (1934)
- Lila akác (1934)
- Búzavirág (1934)
- Emmy (1934)
- Bál a Savoyban (1934, magyar-német)
- Halló, Budapest (1935)
- Café Moszkva (1935)
- Ember a híd alatt (1936)
- Szenzáció! (1936)
- Három sárkány (1936)
- Dunaparti randevú (1936)
- Lovagias ügy (1936-37)
- Torockói menyasszony (1937)
- Viki (1937)
- Szerelemből nősültem (1937)
- Pusztai szél (1937)
- Két fogoly (1937)
- Maga lesz a férjem (1937)
- A harapós férj (1937)
- Te csak pipálj, Ladányi! (1938)
- Fekete gyémántok (1938, Falus Istvánnal)
- Borcsa Amerikában (1938)
- János vitéz (1938, Ruttkay Ödönnel)
- Ki hitte volna? (1945, rövid)

### Producer
- Ember a híd alatt (1936, Préger Pállal)
- Szenzáció! (1936, Tőrey Zoltánnal)
- Lovagias ügy (1936-37, Frankl Dezsővel és Pressburger Gézával)
- Torockói menyasszony (1937, Frankl Dezsővel és Pressburger Gézával)
- Viki (1937, Beck Imrével)
- Két fogoly (1937, Frankl Dezsővel és Pressburger Gézával)
- Maga lesz a férjem (1937, Frankl Dezsővel és Pressburger Gézával)
- A harapós férj (1937, Beck Imrével)
- Te csak pipálj, Ladányi! (1938, Frankl Dezsővel és Pressburger Gézával)
- Érik a búzakalász (1938, Beck Imrével)
- János vitéz (1938, Beck Imrével)
- Fehérvári huszárok (1938, Beck Imrével)

### Felvételvezető
- A repülő arany (1932)